# Alexandre de Paflagònia (general)
Alexandre de Paflagònia (en grec antic: Αλέξανδρος) va ser un general del rei Mitridates del Pont.
Va ser enviat pel rei Mitridates per assassinar el rei de Bitínia Nicomedes IV Filopàtor l'any 88 aC, segons l'acusació de Sul·la. Anys més tard, Lucul el va fer presoner en batalla i el va portar en el seguici del seu triomf a Roma.